# 西国
西国（日语：〔〕／ Saigoku, Seigoku */?）是日本的一个地理和文化概念，用來代稱日本西部，相對概念為「東國」。西国具体指代的地区范围随时代的不同而有所变化，最初是特指九州地方，后来扩大到中国地方和近畿地方，等於近畿地方以西的日本。明治时代以后，西国也偶尔用来指代欧美各国。